# 621 (szám)
A 621 (római számmal: DCXXI) egy természetes szám.

## A szám a matematikában
A tízes számrendszerbeli 621-es a kettes számrendszerben 1001101101, a nyolcas számrendszerben 1155, a tizenhatos számrendszerben 26D alakban írható fel.
A 621 páratlan szám, összetett szám, kanonikus alakban a 33 · 231 szorzattal, normálalakban a 6,21 · 102 szorzattal írható fel. Hat osztója van a természetes számok halmazán, ezek növekvő sorrendben: 1, 3, 9, 23, 27, 69, 207 és 621.
Tizenkilencszögszám.
A 621 négyzete 385 641, köbe 239 483 061, négyzetgyöke 24,91987, köbgyöke 8,5316, reciproka 0,0016103.